# Grom (przystanek kolejowy)
Grom – przystanek kolejowy w Gromie w województwie warmińsko-mazurskim. W przeszłości przystanek ten był stacją kolejową. Na jego terenie znajduje się nieużywana rampa towarowa.

## Ruch pasażerski
| Rok  | Wymiana pasażerska na dobę |
| ---- | -------------------------- |
| 2017 | 20-49                      |
| 2022 | 50-99                      |